# Chavakachcheri
Chavakachcheri är en ort i Sri Lanka.   Den ligger i provinsen Nordprovinsen, i den norra delen av landet, 300 km norr om huvudstaden Colombo. Chavakachcheri ligger 8 meter över havet och antalet invånare är 54 517.
Terrängen runt Chavakachcheri är mycket platt. Havet är nära Chavakachcheri söderut. Runt Chavakachcheri är det tätbefolkat, med 257 invånare per kvadratkilometer. Närmaste större samhälle är Jaffna, 15,7 km väster om Chavakachcheri. Omgivningarna runt Chavakachcheri är en mosaik av jordbruksmark och naturlig växtlighet.